# Listen, Darling
Listen, Darling is een Amerikaanse muziekfilm uit 1938 onder regie van Edwin L. Marin. De film gaat over Pinkie, een jonge tiener die met haar vriend Buzz haar moeder ontvoert, zodat ze niet trouwt met de man van wie ze niet houdt. Met zijn drieën gaan ze een zorgeloos leven tegemoet in de vrije wereld.

## Rolverdeling
| Acteur              | Personage                     |
| ------------------- | ----------------------------- |
| Judy Garland        | 'Pinkie' Wingate              |
| Freddie Bartholomew | Herbert 'Buzz' Mitchell       |
| Mary Astor          | Mrs. Dorothy 'Dottie' Wingate |
| Walter Pidgeon      | Richard Thurlow               |
| Alan Hale           | J.J. Slattery                 |
| Scotty Beckett      | Billie Wingate                |
| Barnett Parker      | Abercrombie                   |
| Gene Lockhart       | Mr. Arthur Drubbs             |
| Charley Grapewin    | Uncle Joe Higgins             |

## Filmmuziek
- "Zing! went the strings of my heart" - Opgetreden door schoolkoor en gezongen door Judy Garland.
- "On the Bumpy Road to Love" - Gezongen door Judy Garland, Freddie Bartholomew en Mary Astor.
- "Ten Pins in the Sky" - Gezongen door Judy Garland. De reprise werd gezongen door Garland, Walter Pidgeon en Mary Astor.
- "Ruhe, Süssliebchen (Brahm's Lullaby)"